# Coupe Pervi Kanal
La coupe Pervi Kanal (en russe : Кубок Первого канала - Koubok Pervogo Kanala ou en anglais : Channel One Cup) est un tournoi annuel de hockey sur glace. Elle se déroule à Moscou en Russie. Ce tournoi est nommé ainsi en référence à Pervi Kanal, la principale chaine de télévision russe. Le tournoi débute en 1967. Depuis 1996, il s'inscrit dans le cadre de l'Euro Hockey Tour (EHT) dans lequel participaient la  Tchéquie, la  Finlande, la  Russie et la  Suède.

## Histoire
Le tournoi est lancé en 1967 à Moscou, dans l'Union soviétique. La première édition du tournoi se déroule en 1967, en l'honneur du cinquantième anniversaire de la révolution d'Octobre. Ce tournoi se déroule pour la seule fois dans plusieurs villes comme Moscou, Leningrad et Voskresensk. Six équipes y participent ; deux équipes de l'URSS; deux équipes, deux équipes de la République socialiste tchécoslovaque, une équipe canadienne, et une équipe polonaise. La Suède et l'Allemagne déclineront l'invitation.
Le tournoi s'effectue annuellement chaque décembre, sauf en 1974 et 1975. En 1992, le tournoi s'effectue à Saint-Pétersbourg. Dans les années 2000, il s'effectue dans quelques pays européens.
Le tournoi porte différents noms dans son histoire : Tournoi pour la célébration du cinquantième anniversaire de la grande révolution soviétique d'Octobre (1967) ; Tournoi international (1968) ; trophée Izvestia (1969-1996) ; coupe de la Baltique  (1997-2002) ; Tournoi international de Moscou (2003) ; coupe Rosno (2004-2005) ; et coupe Pervi Kanal (depuis 2006).

## Palmarès
| Année | Vainqueur                                             | Deuxième                                              | Troisième                                             |
| ----- | ----------------------------------------------------- | ----------------------------------------------------- | ----------------------------------------------------- |
| 1967  | Union soviétique A                                    | Union soviétique B                                    | Tchécoslovaquie B                                     |
| 1968  | Union soviétique A                                    | Union soviétique B                                    | Finlande                                              |
| 1969  | Union soviétique                                      | Canada                                                | Tchécoslovaquie                                       |
| 1970  | Tchécoslovaquie                                       | Union soviétique                                      | Suède                                                 |
| 1971  | Union soviétique                                      | Tchécoslovaquie                                       | Finlande                                              |
| 1972  | Union soviétique                                      | Tchécoslovaquie                                       | Suède                                                 |
| 1973  | Union soviétique                                      | Tchécoslovaquie                                       | Finlande                                              |
| 1974  | Tchécoslovaquie                                       | Union soviétique                                      | Suède                                                 |
| 1975  | Union soviétique                                      | Tchécoslovaquie                                       | Suède                                                 |
| 1976  | Union soviétique                                      | Suède                                                 | Tchécoslovaquie                                       |
| 1977  | Tchécoslovaquie                                       | Union soviétique                                      | Suède                                                 |
| 1978  | Union soviétique                                      | Tchécoslovaquie                                       | Canada                                                |
| 1979  | Union soviétique                                      | Tchécoslovaquie                                       | Finlande                                              |
| 1980  | Union soviétique                                      | Tchécoslovaquie                                       | Finlande                                              |
| 1981  | Union soviétique                                      | Tchécoslovaquie                                       | Finlande                                              |
| 1982  | Union soviétique                                      | Finlande                                              | Tchécoslovaquie                                       |
| 1983  | Union soviétique                                      | Tchécoslovaquie                                       | Suède                                                 |
| 1984  | Union soviétique                                      | Tchécoslovaquie                                       | Finlande                                              |
| 1985  | Tchécoslovaquie                                       | Union soviétique                                      | Suède                                                 |
| 1986  | Union soviétique                                      | Canada                                                | Suède                                                 |
| 1987  | Canada                                                | Union soviétique                                      | Suède                                                 |
| 1988  | Union soviétique                                      | Suède                                                 | Tchécoslovaquie                                       |
| 1989  | Union soviétique                                      | Tchécoslovaquie                                       | Finlande                                              |
| 1990  | Union soviétique                                      | Suède                                                 | Tchécoslovaquie                                       |
| 1991  | Pas de tournoi en raison de la dissolution de l'URSS. | Pas de tournoi en raison de la dissolution de l'URSS. | Pas de tournoi en raison de la dissolution de l'URSS. |
| 1992  | Russie II                                             | Tchécoslovaquie                                       | Russie I                                              |
| 1993  | Russie I                                              | Russie II                                             | Suède                                                 |
| 1994  | Russie                                                | Tchéquie                                              | Finlande                                              |
| 1995  | Russie                                                | Tchéquie                                              | Suède                                                 |
| 1996  | Suède                                                 | Russie                                                | Finlande                                              |
| 1997  | Tchéquie                                              | Russie                                                | Suède                                                 |
| 1998  | Suède                                                 | Tchéquie                                              | Finlande                                              |
| 1999  | Russie                                                | Tchéquie                                              | Finlande                                              |
| 2000  | Russie                                                | Tchéquie                                              | Finlande                                              |
| 2001  | Tchéquie                                              | Russie                                                | Suède                                                 |
| 2002  | Tchéquie                                              | Finlande                                              | Russie                                                |
| 2003  | Finlande                                              | Tchéquie                                              | Russie                                                |
| 2004  | Russie                                                | Tchéquie                                              | Finlande                                              |
| 2005  | Russie                                                | Finlande                                              | Suède                                                 |
| 2006  | Russie                                                | Finlande                                              | Suède                                                 |
| 2007  | Russie                                                | Finlande                                              | Tchéquie                                              |
| 2008  | Russie                                                | Finlande                                              | Tchéquie                                              |
| 2009  | Finlande                                              | Russie                                                | Tchéquie                                              |
| 2010  | Russie                                                | Tchéquie                                              | Suède                                                 |
| 2011  | Suède                                                 | Tchéquie                                              | Russie                                                |
| 2012  | Russie                                                | Suède                                                 | Finlande                                              |
| 2013  | Tchéquie                                              | Finlande                                              | Russie                                                |
| 2014  | Russie                                                | Finlande                                              | Suède                                                 |
| 2015  | Tchéquie                                              | Suède                                                 | Finlande                                              |
| 2016  | Suède                                                 | Russie                                                | Finlande                                              |
| 2017  | Russie                                                | Tchéquie                                              | Finlande                                              |
| 2018  | Russie                                                | Finlande                                              | Suède                                                 |
| 2019  | Suède                                                 | Russie                                                | Finlande                                              |